# هارون بيترسون
هارون بيترسون هو سياسي أمريكي، ولد في 25 سبتمبر 1970. نشط حزبياً في حزب العمال المزارعين الديمقراطيين في مينيسوتا والحزب الديمقراطي. وقد انتخب عضو مجلس نواب مينيسوتا ‏.